# شورای محیط زیست بین قبیله‌ای
شورای محیط زیست بین قبیله‌ای (ITEC) در سال ۱۹۹۲ برای حفاظت از سلامت بومیان آمریکا، منابع طبیعی و محیط زیست آنها تأسیس شد. برای دستیابی به این هدف، ITEC پشتیبانی فنی، آموزش و خدمات زیست‌محیطی را در رشته‌های مختلف ارائه می‌دهد. در حال حاضر، بیش از چهل قبیله عضو ITEC در اوکلاهما، نیومکزیکو و تگزاس وجود دارند. ITEC نمونه‌ای از سازمان‌ها و تلاش‌های پان-هندی بومیان آمریکا است.
دفتر ITEC دارای بیست و دو کارمند تمام وقت است که به سازماندهی و ارائه خدمات به قبایل عضو ITEC می‌پردازند. علاوه بر این، آنها به قبایل مختلف در مورد سایر مسائل و نگرانی‌های مرتبط با محیط زیست در صورت بروز، کمک می‌کنند.
ملت چروکی، به عنوان آژانس پیشرو در ITEC، در خط مقدم حفاظت از منابع طبیعی، سلامت و محیط زیست برای جامعه قبیله‌ای بوده است. آنها از طریق پنج ایستگاه ثابت پایش هوا و یک ایستگاه سیار پایش هوا، که بزرگ‌ترین سیستم متعلق به و اداره شده توسط قبیله در نوع خود در ایالات متحده است، داده‌های زیست‌محیطی با کیفیتی را برای جوامع روستایی و قبیله‌ای فراهم می‌کنند.
ITEC از آژانس حفاظت از محیط زیست ایالات متحده بودجه دریافت کرده است.

## نمونه‌ای از نگرانی بومیان آمریکا برای محیط زیست
قانون حفاظت از پستانداران دریایی: مسائل مربوط به تمدید مجوز برای کنگره ۱۰۷
فرهنگ و سنت بومیان آمریکا همواره حیوانات را به عنوان بخشی از طبیعت که باید حفظ شوند، مورد احترام قرار داده است. از نظر تاریخی، بومیان آمریکا برای نیازهای معیشتی خود به حیوانات متکی بوده‌اند؛ بنابراین طبیعتاً بسیاری از قبایل و گروه‌های بومی نگران مدیریت پستانداران دریایی هستند. اهداف بلندمدت قبایل و گروه‌های بومی تحت قانون حفاظت از پستانداران دریایی، ثبات اقتصادی، پایداری منابع و قطعیت نظارتی است. بومیان آمریکا همچنین معتقدند که مدیریت محیط زیست و تعاملات ما با حیوانات «باعث تقویت نشاط اقتصادی، سلامت محیط زیست و مدیریت منطقی منابع طبیعی می‌شود.»

## برنامه‌ها

### برنامه هوای پاک
برنامه هوای پاک CNEP یکی از بزرگ‌ترین شبکه‌های نظارت بر هوای قبیله‌ای در کشور را اداره می‌کند. این شرکت پنج سایت پایش هوا را در محدودهٔ قضایی قبیله‌ای در اوکلاهما اداره می‌کند. آلاینده‌های معیار مورد بررسی شامل مونوکسید کربن، ازن، دی‌اکسیدهای گوگرد، اکسیدهای نیتروژن و ذرات معلق هستند.
- اصلاحات قانون هوای پاک ۱۹۹۰
- عنوان اول: دستیابی و حفظ استانداردهای کیفیت هوا
- عنوان دوم منابع موبایل
- عنوان سوم آلاینده‌های خطرناک هوا
- عنوان چهارم کنترل رسوب اسید
- مجوزهای عملیاتی عنوان وی
- عنوان ششم حفاظت از اوزون استراتوسفری
- اجرای عنوان هفتم

کنگره ایالات متحده آمریکا از طریق قانون برنامه کمک عمومی به محیط زیست سرخپوستان در سال ۱۹۹۲، به آژانس حفاظت از محیط زیست اجازه داد تا یک برنامه کمک فناوری برای بومیان آمریکا توسعه دهد.
چهار جزء اصلی:
- توسعه زیرساخت‌ها
- توسعه مهارت‌ها و آموزش
- ارزیابی نیازها
- توسعه برنامه زیست‌محیطی

هدف اصلی برنامه فراهم کردن فرصت‌هایی برای قبایل عضو آن است تا برنامه‌هایی را برای رسیدگی به مسائل زیست‌محیطی و بهداشت عمومی ارزیابی، ارزیابی و توسعه دهند. قبایلی که مایل به برنامه‌های چندرسانه‌ای هستند که به مسائل زیست‌محیطی می‌پردازند، می‌توانند از طریق برنامه کمک‌های فنی دریافت کنند.
آژانس حفاظت از محیط زیست از طریق برنامه کمک عمومی سالانه یک میلیون دلار به قبایل کمک می‌کند. این پول به قبایل کمک می‌کند تا ظرفیت حفاظت از محیط زیست را افزایش داده و محل‌های دفن زباله را پاکسازی کنند. قبایل عضو هر ساله بین ۵۰ تا ۱۰۰ محل دفن زباله را می‌بندند، زیرساخت‌هایی را برای جلوگیری از دفن زباله ایجاد می‌کنند، برنامه‌هایی را تدوین می‌کنند و قوانین و مقرراتی را تصویب می‌کنند.

### برنامه واکنش به بحران براونفیلدز
برای کمک به قبایل بومی آمریکا در شناسایی املاک قبیله‌ای که ممکن است آلودگی داشته باشند یا نداشته باشند، و سپس کمک به فرایند پاکسازی طراحی شده است.
«سایت براون‌فیلدز یک مرکز صنعتی/تجاری متروکه، بلااستفاده یا کم‌استفاده است که گسترش یا توسعه مجدد آن به دلیل آلودگی واقعی یا فرضی محیط زیست پیچیده است.» یکی از این نمونه‌ها، آکادمی کتاب مقدس مارکوما در تاهلکوا، اوکلاهما است که به آزبست و رنگ پایه سرب آلوده شده بود. قبیله چروکی این مکان را تمیز، بازسازی و نوسازی کرد تا یک مرکز مراقبتی با برنامه مراقبت فراگیر برای سالمندان ایجاد کند.
کارکنان برای انجام ارزیابی زیست‌محیطی فاز ۱ در مورد ملک بالقوه آلوده در دسترس خواهند بود. اگر ملک واقعاً آلوده باشد، ممکن است بنا به درخواست قبیله، ارزیابی مرحله دوم نیز انجام شود. پس از تکمیل مرحله (های) ارزیابی و شناسایی آلودگی (های) خاص، «کارکنان قبیله می‌توانند در مورد پاکسازی محل تصمیم‌گیری کنند. کارکنان برای کمک به این فرایند در دسترس خواهند بود.»
پس از پاکسازی، سایت برای بازسازی آماده خواهد شد. از آنجا که هر ملک منحصر به فرد است، کارکنان قبیله می‌دانند که بهترین استفاده مجدد از ملک چگونه باید باشد. کارکنان برای کمک به این فرایند در دسترس خواهند بود. کارکنان در انجام ارزیابی‌های سایت و توصیف سایت در مورد املاک آلوده تجربه دارند و ما مشتاقانه منتظر همکاری با قبایل در این برنامه رو به رشد هستیم.

### برنامه پسماند جامد

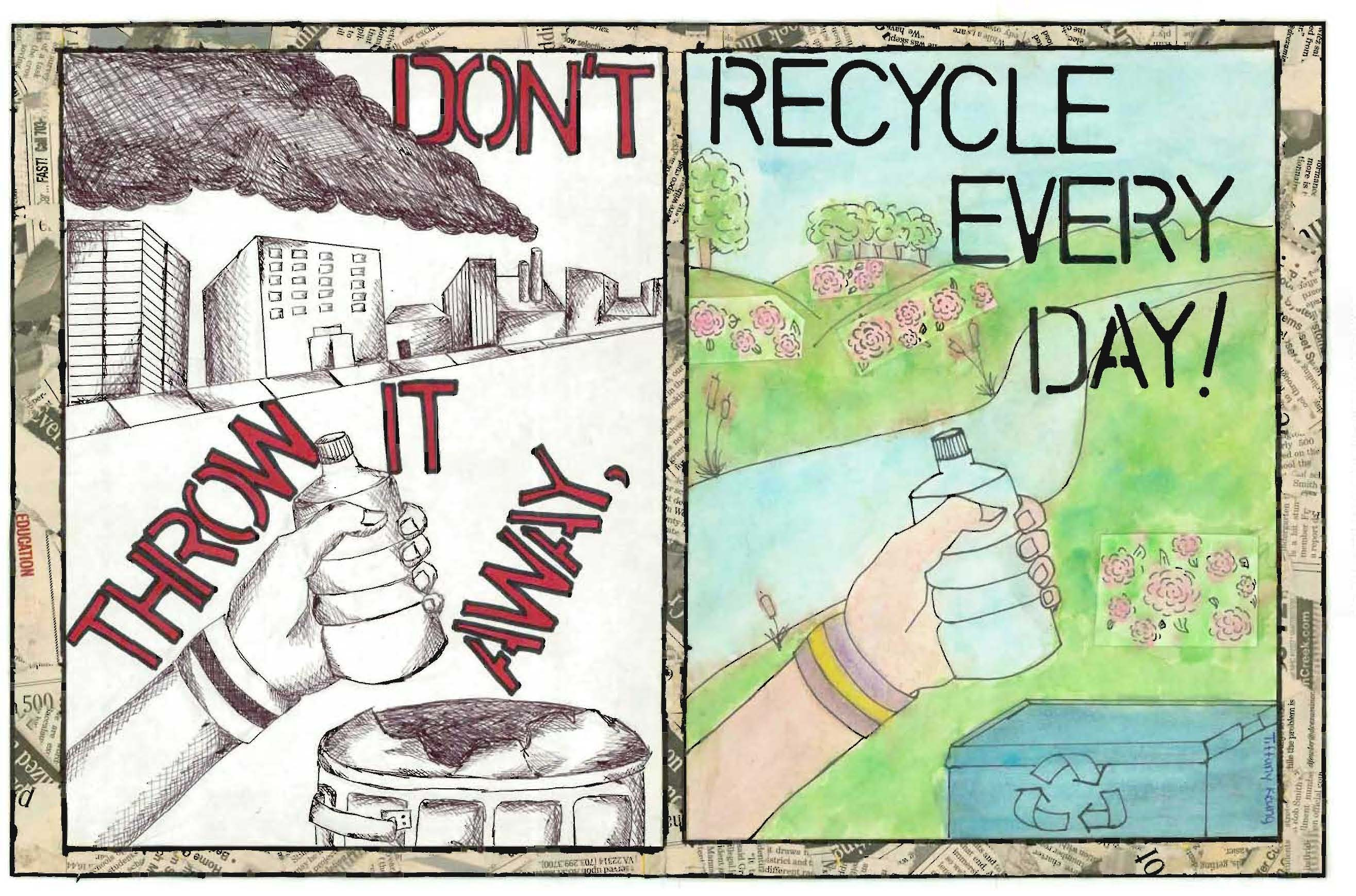
زباله‌های جامد تجزیه نمی‌شوند، بنابراین برای حفظ محیط زیست بازیافت کنید

برنامه این مزایا را برای اعضای فراهم می‌کند:
- توسعه یک پایگاه داده تخلیه غیرقانونی زباله‌های قبیله‌ای و نقشه‌های مربوطه با استفاده از
- ابزارها و نرم‌افزارهای سیستم‌های موقعیت‌یاب جهانی و سیستم‌های اطلاعات جغرافیایی
- کارگاه آموزشی تحت حمایت که به مسائل مربوط به اجرای قوانین مربوط به پسماندهای جامد قبیله‌ای می‌پردازد، مطالعه امکان‌سنجی روش‌های دفع پسماندهای جامد قبیله‌ای
- کمک‌های فنی شامل ارزیابی‌های مربوط به تخلیه غیرقانونی زباله برای استفاده در طرح‌های اعطای کمک هزینه (مثلاً طرح‌های اعطای کمک هزینه پاکسازی زباله‌های روباز)
- توزیع یک طرح مدل مدیریت یکپارچه پسماند جامد قبیله‌ای و ضوابط و مقررات مدل پسماند جامد
- اطلاعات مربوط به ابتکارات زیست‌محیطی مانند روز زمین و روز بازیافت آمریکا برای قبایل عضو.
- هماهنگی با نهادهای ایالتی و فدرال برای ترویج شیوه‌های صحیح مدیریت پسماند جامد

### برنامهٔ سوپرفاند
قانون جامع واکنش، جبران خسارت و مسئولیت زیست‌محیطی، که بیشتر شناخته می‌شود، در ۱۱ دسامبر ۱۹۸۰ توسط کنگره تصویب شد. سوپرفاند یک برنامه با بودجه فدرال است که ارزیابی و پاکسازی محل‌های دفن زباله‌های خطرناک رها شده را فراهم می‌کند. همچنین برای ذینفعانی مانند قبایل هندی که مالک زمین‌هایی هستند که در آنها محل‌های دفن زباله‌های خطرناک وجود دارد و بر اقتصاد و منابع ارزشمند تأثیر منفی می‌گذارد، غرامت تعیین کرد.
برنامهٔ سوپرفاند می‌تواند ارزیابی غیراضطراری یک سایت را از طرف یک قبیلهٔ عضو ارائه دهد، تنها در صورتی که این سه معیار برآورده شوند:
1. زباله‌های خطرناک در محل وجود دارند یا گمان می‌رود که وجود دارند.
2. این مکان، مانند یک تأسیسات صنعتی، متروکه یا غیرفعال است.
3. زباله‌های موجود در محل، زمین‌های قبیله‌ای یا جمعیت‌های قبیله‌ای را تحت تأثیر قرار می‌دهند یا پتانسیل تأثیرگذاری بر آنها را دارند.

### برنامه مخازن ذخیره زیرزمینی
مقررات زیست‌محیطی، دولتی در مورد مخازن ذخیره‌سازی زیرزمینی توسط آژانس حفاظت از محیط زیست ایالات متحده صادر شده است. «این مقررات، طراحی، ساخت و نصب سیستم‌های جدید را پوشش می‌دهد و ایجاب می‌کند که سیستم‌های موجود، استانداردهای خاص را رعایت کنند. این مقررات ایجاب می‌کند که مالک/اپراتورهای سیستم‌های مسئولیت مالی خود را برای پاکسازی نشت‌ها یا انتشارها نشان دهند و/یا خسارات ناشی از آن را به اشخاص ثالث جبران کنند.» امروزه بیش از ۵۶۰ دولت قبیله‌ای جداگانه که توسط فدرال به رسمیت شناخته شده‌اند، در سراسر ایالات متحده وجود دارد. از این قبایل، تقریباً ۲۰۰ قبیله در زمین‌های خود مخازن ذخیره‌سازی زیرزمینی (UST یا تانکر) فعال یا تعطیل‌شده تحت نظارت فدرال دارند. در حال حاضر حدود ۲۶۰۰ دانشگاه ایالتی تگزاس فعال در کشور هند وجود دارد.
آموزش UST توسط از طریق کمک‌های مالی به متخصصان محیط زیست قبیله‌ای، مالکان و گردانندگان UST ارائه می‌شود. یکی از طولانی‌ترین روابط کاری را با در مورد مسائل مربوط به UST دارد و اولین آموزش مالک/اپراتور UST را از طریق کمک هزینه در سال ۲۰۰۰ ارائه داد. تا به امروز، بیش از ۲۶۰ نفر در این آموزش شرکت کرده‌اند و همچنان سالانه حدود شش آموزش برای مالکان/اپراتورها در کشور هند ارائه می‌دهد. سازمان حفاظت محیط زیست آمریکا توصیه می‌کند که ایالت‌ها هر سه سال یکبار مخازن ذخیره‌سازی زیرزمینی را بازرسی کنند، با این حال، قبایل تحت همان دستورالعمل‌های ایالت‌ها نیستند. بیشتر ارتقا یافته‌اند، اما بسیاری از آنها به درستی نگهداری و بهره‌برداری نمی‌شوند.